# 使徒 (新世纪福音战士)
使徒是在日本動畫《新世纪福音战士》系列作品中登場的虛構的敌性生命體。由庵野秀明导演主要指导及设计。
各个使徒的形态和能力各异，是高度抽象化、概念性的敌人，被认为是登场人物们的各種負面的狀態、感知及情緒的具象化，甚至還包括人类自己（第十八使徒）在内。在原作《新世纪福音战士》中，共有18个使徒（一般指首次来袭的第三使徒到最后的使者第十七使徒）。另外，贞本义行绘制的同名漫画版中使徒数量做了删减，而福音戰士新劇場版中使徒数量亦做了删减，同時另有新型使徒登场。

## 创作概念
（使徒的设定）只是从另一方面表现了“无形之物”罢了。在我心目中“敌人”是个很暧昧的东西。就如同我和这个世间的关系一样暧昧……我想这种敌人就像社会的整体价值观一样的东西。即使你想反抗这个价值观，老一辈的人也会告诫你个人的反抗是没有希望的。——庵野秀明
在剧中，使徒对应的英文是「Angel」。
使徒的命名也大多源于聖經中登场的天使（英語：Angel），名字和性质都有相关的情况也有。顺带一提，圣经中被称为使徒（英語：Apostle）的只有12人（十二門徒）。
各使徒的设定一开始是导演庵野秀明的想象，再由各个负责的设计者执行设计工作，最后完成的设计再由导演本身稍作修正。

## 特性
确定使徒的方法是图样分析（Pattern Analysis）识别『Blood Type』（血型）。（Adam系）使徒的图样是藍色（Blood Type: Blue），人類的图样是紅色。使徒的軀體是由高度集中的光量子按照接近一般物質的方式組成的，其遺傳基因與人類非常接近。使徒的外形多樣，除了最初發現的人形外，还有鱼形、对称的几何形、蜘蛛形等，甚至还有微生物一样的细胞群。
使徒體內存在著『核』（通常为红色光球），核被破壞後，就喪失所有活動能力。能夠源源不斷地產生能量的「S²機關」就在核內（一種觀點，劇中無明確說明）。
使徒有強大的绝对领域（A.T.力場），能夠阻斷大部分武器攻擊。因此人类开发了能够产生同样强大A.T.力場的EVA与其对抗。
关于使徒之间是否存在关联的问题，觀眾中一直存在争论，其實原作动画中也没有明确解释。在TV版第17话中，美里在接受SEELE人员问话时曾表示“根据以往的模式，已否定使徒之间有组织上的关联”，故可暂认为設定裡面，使徒不是一個集合，都是分別自行独立行动的個體。

## TV版和漫畫版

### Adam
亞當（アダム），在南极被发现的第一使徒，第二次冲击的誘因，补完仪式的核心部分，外形是全身發光的巨人。
第二次冲击后被活捉并还原成胚胎形式，后来被植入碇源堂的右手心（漫畫版則是被源堂吞入肚中）。
在EVA的结局中，補完開始時，Adam被Lilith吸收。
名字來自聖經上記載的人類之祖亞當（原意是紅土地，也能拿來當人類的總稱）。

### Lilith
莉莉斯（リリス）是第二使徒，是2003年末的PS2遊戲EVA2設定的。由於事後該遊戲被GAINAX官方與所認可，故有些觀眾因而認為第二使徒就是莉莉斯。（但是仍有觀眾認為第二使徒的設定就是「Unknown」而已。）
人類發現莉莉斯的時候，尚未瞭解其正體為何，依其形態巨大且單一的特性將其定義成繼亞當之後的第二使徒。後來知道这其實是人類的起源之後，也没有刻意去正名「莉莉斯並非使徒」。對碇源堂來說这是掩飾情報的好機會。他將放置在NERV總部下方的Lilith稱為Adam，并把朗基努斯之枪插在她身上来固定其形态，當作創造EVA及綾波零的母體。因此，“第二使徒是莉莉斯”是當初人為定義的錯誤結果。「使徒」只是人為定義上的一種「行為」，并不是「真理」，因此不管人類是如何定義莉莉斯，她也不會變成攻擊人類的使徒

### Sachiel
- 第三使徒 薩基爾（サキエル）。持有司水之天使「Sachiel」之名。译作水之天使[7]或水天使。

2015年首次袭来的使徒，拥有很强的自我修复能力，手部有伸缩自如的长矛状武器，在受到N2炸弹攻击后进化出使用远程攻击的能力。被暴走的EVA初号机重创后，为了和初号机同归于尽而自爆。

### Shamshel
- 第四使徒 夏姆榭爾（シャムシェル）。持有司白晝之天使「Shamshel」之名。译作晝之天使[7]或昼天使。

外观与魷魚相似。
拥有飞行和直立两种形态，武器是两根熾熱的触手。触手的原理和高振動粒子刀相似，能像鞭子一样舞动，有很强的切削能力，后被初号机击中S²機關而停止了活动，除S²機關外的身体部分都完好保存了下来，在新劇場版中，使徒外形完全崩解。

### Ramiel
- 第五使徒 雷米爾（ラミエル）。持有司雷之天使「Ramiel」之名。译作雷之天使[7]或雷天使。

外观是一个巨大的藍色正八面体。能发射高能量的粒子炮。后被零號機擋住其炮火，初号机抓到发炮间隔的瞬间用阳电子炮將其擊穿。其遺體花了很长的时间来处理。

### Gaghiel
- 第六使徒 迦基爾（ガギエル）。持有司魚之天使「Gaghiel」之名。译作魚之天使[7]或鱼天使。

巨大的鱼形使徒，能在水中高速移动。
为了加持手上的“貨物”（即亞當胚胎）而攻击運輸著加持和EVA貳號機的太平洋舰队，导致太平洋舰队损失了三分之一。後來嘴巴被貳号机強制打開并引進兩艘戰艦，之後戰艦的主炮在其在體內朝S²機關零距離齊射致死。
動畫版中是明日香(新劇場版不同)和真嗣兩人一同消滅，漫畫版中改為明日香一人解決。

### Israfel
- 第七使徒 伊斯拉斐爾（イスラフェル）。持有司音樂之天使「Israfel」之名。译作樂之天使[7]或音樂天使。

拥有强大自我修复能力的使徒，擁有一對S²機關，在被劈开两半后变成了两只，但是由于身体消耗过大，第一次击退EVA并受到联合国军N2地雷攻击后重伤，消耗了近一周的时间才完全復原。後來在初号机和二号机的“62秒戰鬥”合击下被消灭。

### Sandalphon
- 第八使徒 桑德楓（サンダルフォン）。持有司胎兒之天使「Sandalphon」之名。译作胎之天使[7]或胎天使。

被發现时仍处于「卵」的状态，在Nerv使徒捕获計畫进行的过程中突然孵化，迅速长成成体。
对岩浆拥有极强的适应能力，能在岩浆中高速移动，甚至能在高温高压的状态下张开口。後來被貳号机以热胀冷缩的原理用冷却剂和高振动粒子刀破坏了其身体结构，被炽热的岩浆和高壓消灭（貳號機的粒子刀因岩漿的高壓脫落，貳号机用的是初号机的粒子刀）。
漫畫版中未出現。

### Matriel
- 第九使徒 馬特里爾（マトリエル）。持有司雨之天使「Matriel」之名。译作雨之天使[7]或雨天使。

外观是在碗狀軀體上有九隻眼睛的四腳蜘蛛，眼睛會流出超强度的酸液，幾乎能瞬間腐蝕一切，甚至可以輕易損傷EVA。
在第三新東京市出現“似乎人爲”大停電的集數登陸，目標明確地停在NERV的設施上方開始以酸液腐蝕。三台EVA使備用電源運作，并在使徒正下方的巨大天井與之對抗，卻因為被使徒的酸液腐蝕而差點掉進天井裡，絕大部分的武器也都被酸液破壞掉下天井底部。三台EVA躲在安全處暫避並由明日香制定出作戰計劃，由2號機在上方忍痛抵擋使徒的酸液，零號機跳入天井底部撿起僅剩的步槍再抛給位於中間的初號機，並在2號機躲開的瞬間向上方的使徒開槍將其射殺(因此被观众称为最弱使徒)。
在漫畫版中未出現。

### Sahaquiel
- 第十使徒 薩哈魁爾（サハクィエル）。持有司天空之天使「Sahaquiel」之名。译作空之天使[7]或空天使。

出现在印度洋上空近地卫星轨道上的使徒，是体积最大的使徒。把身体的一部分分离后撞向地面，借着A.T力場和重力勢能轉化的巨大動能对地面进行毁灭性攻击。懂得利用A.T力場把附近的物体摧毁，是第一只懂得使用A.T力場攻击的使徒。後來其自杀式攻击被EVA三机阻止，其自身也被消灭。
漫畫版编号重复為第七使徒。

### Ireul
- 第十一使徒 伊洛爾（イロウル）。持有司恐怖之天使「Ireul」之名。译作恐怖天使[7]。

细菌状，拥有很强的学习和進化能力，入侵了EVA的模拟体，并模仿NERV主電腦三賢人系統（MAGI System）的结构，把自己的外观改变成了复杂的电子回路，以电脑病毒的方式对MAGI进行入侵和控制，目的是促使NERV自爆。後來被进化程序诱骗，導致进化过度而死亡。
漫畫版中未出現。

### Leliel
- 第十二使徒 雷里爾（レリエル）。持有司夜之天使「Leliel」之名。译作夜之天使[7]或夜天使。

A.T力場最强的使徒，凭借自身的A.T力場维持着一个被名为狄拉克之海的虛數空间，空间的入口在正常空间中是一个直径680米、厚度3纳米的黑色影子。使徒的本体躲藏在狄拉克之海中，而在正常空间中的布满斑马纹的球狀軀体只是本体的投影。是唯一一只把A.T力場反转展开的使徒，接触到其A.T力場的表面将会被扯向中心。它以这种方式选择性地把外界的物体扯入狄拉克之海。在劇中它吞噬了EVA初號機，形勢十分危急。後來本体受到暴走的初号机攻击而被消灭，投影球體及狄拉克之海也随之崩坏。
漫畫版中未出現。

### Bardiel
- 第十三使徒（漫畫版為第八使徒） 巴迪爾（バルディエル）。持有司霰之天使「Bardiel」之名。译作霰之天使[7]或霰天使。

粘菌一般的生物。在EVA3號機从NERV美国支部空运到日本途中，在积雨云中将其感染、侵蚀、寄生。并在搭乘了第四適任者铃原冬二的3号机于松代的启动试验中开始活动，毁灭了松代实验场。且波长/血型（Blood Type）一直显示为橙色（Orange），而非使徒特有的蓝色。凭借着EVA机体优异的活动性，轻松击倒貳号机和零号机，与初号机对峙，而碇真嗣拒绝反击。由于力量上的差距，初號機被使用了替代系統模式（Dummy System，台灣版翻譯成「擬人操縱模式」）的初號機分屍，并被攥碎了插入拴。Bardiel也随着3号机被肢解而停止了活动。铃原冬二于电视版中重伤（失去左腿），漫画版右腿断離、脾脏破裂、头部裂伤，最后死亡。
漫畫版編號重複為第八使徒。

### Zeruel
- 第十四使徒（漫畫版為第九使徒） 塞路爾（ゼルエル）。持有司力量之天使「Zeruel」之名。译作力之天使[7]或力天使。

機能最完善的使徒，擁有格外强勁的戰鬥力。面部上的眼睛會發射熱能射綫，一击便能摧毁地底都市上方的18層特殊装甲，连续射击的速度也很出色。巨大軀幹的兩邊有絲帶狀手臂作爲隱藏攻擊手段，需要時會突然伸長進行突襲，能將EVA的身體像腐土一樣削開。A.T力場也很強，間接攻擊根本无法予以中和。最後進化出了專门保護胸口S²機關的超高強度活動外殼。
快速突破地表防綫後，在地底都市輕鬆擊敗了二號機與零號機。突入NERV總部後在即將殺死葛城美里等人時被碇真嗣駕駛初號機阻擊，射斷初號機左臂後被驅出總部。其後初號機能源用盡，被使徒甩到總部上用絲帶狀手臂不停刺擊。忽然初號機内部的靈魂蘇醒，同步率達到400%，隨後，初號機一巴掌將使徒襲來的手臂、其AT力場和本體一同切開，在它失去反抗能力後將其生吞活剝，吸收了它的S²機關并獲得無限活動時間。

### Arael
- 第十五使徒（漫畫版為第十使徒） 亞拉爾（アラエル）。持有司鳥之天使「Arael」之名。译作鳥之天使[7]或鸟天使。

出现在卫星轨道上的鸟形使徒。
极其巧妙地控制着自身的运行速度，在貳号机出现后和貳号机的相对距离保持恒定。以和A.T力場有类似性质的光线对明日香的大脑进行扫描，企图通过读取明日香的记忆而了解人类的内心。是第一只开始对人类感到兴趣并对其进行探测的使徒。后被零号机以朗基努斯之槍射殺，但朗基努斯之枪被月球引力俘获，人類因而無力收回。此使徒是令明日香在漫畫版和电视版精神崩潰的兇手。

### Almisael
- 第十六使徒（漫畫版為第十一使徒） 阿米沙爾（アルミサエル）。持有司子宮之天使「Almisael」之名。译作子宮天使[7]。

沒有固定的形态，以双螺旋的光帶形狀出现。拥有强度不俗的A.T力場，在发现零号机后主动对其进行攻击，轻松贯穿了零号机的A.T力場并对其进行入侵，而零号机的反击完全没有效果。使徒入侵零号机后企图把零号机的身体改变为自己的新身体，并开始与綾波麗的意识进行接触，希望进一步探索人类的“心”。其后初号机出动准备营救零号机时也遭到使徒的入侵，而此时使徒已经开始对綾波麗的意识进行模仿并将其实际表现出来。綾波麗为了救碇真嗣而反向展开零号机的A.T力場，把使徒扯进了零号机体内并起动了机体的自爆系统。由于使徒已被扯进零号机，炸弹在使徒体内爆炸，使徒在無法防禦的情况下被消滅。

### Tabris
- 第十七使徒（漫畫版為第十二使徒[8]） 太巴列或塔布里斯（タブリス）。持有司自由意志之天使「Tabris」之名，亦稱自由天使，最后的使者，真實身分是seele，將回收得來的第一使徒亞當的靈魂裝入人形身軀。

### Lilin
- 李林或莉莉姆（リリン），概念上的第十八使徒，也就是人類自己本身。

就圣經而言，是唯一选择了智慧之果的使徒，其他使徒選擇的是生命之果。A.T力場较弱，不足以维持單一個體的状态，而分散为许多小个体，這就是人類。人类补完计划由此而产生。後被完全蘇醒的莉莉斯（Lilith）全數同化吸收，成為一體。
名字來源是猶太教傳說中，莉莉斯與惡魔生下的後代「Lilin」（原意是夢魔）。

## 新劇場版登場使徒
新劇場版中的使徒被消滅時均會化為血海。

### ADAMS
《新劇場版：破》的最初預告（即是《序》正片後的預告）中登場，頭上有著光環的四名光之巨人，字幕標示著「ADAMS」，目前無法判定其與使徒之間的關係。
於《新劇場版：破》中的美里回憶的第二次衝擊內登場，但僅有靜畫，似乎是提示出這四名光之巨人是造成第二次衝擊的元凶。
《新劇場版：Q》和《新·福音戰士劇場版》豋場被稱之為「亞當的容器」的EVANGELION Mark.09、10、11、12，以及「存活的亞當」第13號機，關係不明。
《新·福音戰士劇場版》中第二次衝擊發生地南極出現五支十字形物體，其中四支為佇立狀，一支為傾倒狀。

### Lilin
李林或莉莉姆（リリン），同TV版和漫畫版一樣的是人類自己本身，但並沒有賦予任何使徒序號。
於《新劇場版：Q》中，李林一詞多次被渚薰和明日香提及，碇源堂更被渚薰稱為李林之王。

### 第1使徒
《新劇場版：Q》中，渚薰自稱他是第1使徒。

### 第2使徒 Lilith
《新劇場版：序》末段登場的使徒，被人類發現並封存在地底下，與TV版不同的是莉莉絲的面具被換成與其他使徒相同的面具（非TV版的七目之眼），且已經被NERV所有人知曉（所有職員都知曉加入NERV的主要職責為保護Lilith），也是直至目前為止新劇場版唯一有名字的使徒（其餘使徒全部皆以編號命名）。

### 第3使徒
《新劇場版：破》序盤登場，封印在北極基地裡的「阿刻戎」（Acheron，希臘神話的「冥界之河」）處，因為不明原因被喚醒，與5號機交戰並被消滅的使徒。據加持所言，人類通過解剖這隻使徒，得知了各種和使徒有關的情報，登場時模樣為沒有肉體組織的龍形骨骸，身上連接著實驗用的接觸插入栓和線路（使徒移動時可見插入栓處於運作狀態中），移動時藉由骨骼延伸出的觸腳器官高速行動，並且通過展開AT力場破壞基地，核心隱藏於嘴部內側。最後遭到駕駛臨時5號機的真希波破壞核心一舉消滅，連同運作自爆模式的5號機以及北極基地一同消失於爆炸之中。

### 第4使徒
造型與原作第三使徒‧Sachiel雷同，戰鬥歷程與電視動畫版本相同。

### 第5使徒
與TV版的第四使徒‧Shamshel為類似設計，雖然外觀上的攻擊性明顯增加、但是戰斗表現卻和TV雷同。在細節部位略有差異；較明顯的差異包含光束鞭基部造型(由原本比頭部改短小的連接輔助肢、進化為佔總長度1/3的超大輔助肢，而且從原來的蝦腳設計改為類似於翅膀骨架的造型)、肢體由原本紫紅色魷魚的身體+類似節肢動物肢體萎縮肢節的造型改為超大白色骨骸(總長度大於頭部2倍之多，而TV版則幾乎不可見)+發紫色熒光材質的嫣紅色流線型身體的造型、飛行方式(新版更乾脆很快)和攻擊方式(原本鞭子不需頭部擺動、獨自成形，新版鞭子與頭部和連接附肢動作有明顯的一體連貫性)的差異。初號機交戰過程與原作相同，唯一不同點在於TV版整隻使徒全部軀體都留下，但新劇場版核心被刺後使徒崩解為血雨、僅留兩根光束鞭。

### 第6使徒
雖與TV版的第五使徒‧Ramiel為相同設計但演出形式則有相當大的差異，具相對位移空間常變及外型不穩定的特性。能夠自由變化成各種型式來防禦，或者發射高能粒子束炮自動排除一定距離內的所有外敵，因此EVA絕不可與其打接近戰。進行攻擊時會變形並暴露出位於中央的固定核心，這是它最大且唯一的破綻。其下半球部份可扭曲變形成類似鑽頭的結構，配合AT力場由地表對下方進行鑽探攻擊（TV版中為下方頂點放出鑽頭進行鑽探）。具有強大的AT力場，若以N2航空雷強行爆破处理，所需分量足以將NERV連根拔起。
初次出現時因爲未被明瞭特性，得以直接以粒子炮直接轟擊剛剛被送上地表的初號機，對方即使盡力釋放AT力場也只能勉力支撐。僅僅兩發後就使初號機受損被迫撤退，駕駛員碇真嗣也嘔血昏迷被送入急症室搶救。排除反抗力量后，使徒開始在地表用鑽頭對地下都市的所在進行鑽探，並被預測在10小時後將貫穿22層特殊裝甲板到達NERV總部上方。美里於是制定屋島作戰，企圖以砲火引誘使徒露出核心，再由初號機持借自戰略自衛隊的超大功率陽電子自走砲以整個日本的電力狙殺它。作戰中，導彈發射井及其他軍備先向使徒傾瀉海量炮火，使徒或變形抵擋，或以粒子炮化解了所有攻勢，並立即反擊將攻擊來源全數蒸發。初號機乘使徒忙於應對誘導攻擊時發動陽電子炮，雖然擊中了核心但卻因爲彈道偏移所以并未致命，反倒給使徒察覺到其存在。它隨即變成巨大的五角星形狀，伴隨一聲尖嘯向初號機的所在發射功率明顯大增的粒子炮，將初號機所在的大山頃刻間炸掉一半并使發射台化爲一片狼藉。初號機雖未被正面擊中卻也已被嚴重灼傷，真嗣雖然劇痛難忍但還是撿起陽電子炮以手動瞄準準備發射第二發。在瞄準時，使徒已經鑽穿了所有裝甲到達總部上方，更搶先向初號機發射了第二發粒子炮。就在此時，綾波麗駕駛零號機手持「超電磁強化盾」在初號機跟前捨命擋住粒子炮，給真嗣爭取時間。十數秒後，陽電子炮的充能和真嗣的瞄準先後完成，在防護盾燃盡的瞬間發射，將使徒的粒子炮直接頂了回去並穿透其核心，將其擊殺並崩潰為血海。使徒死後，零號機也因為嚴重燒傷而倒地。
相較其他使徒的攻擊手段，第6使徒的粒子炮反應迅捷且非常精準，加上令人印象深刻的破壞力，常被認爲是遠程火力最爲强悍的使徒。有一說指出，它使用鑽探來突破裝甲板的原因僅僅是因爲它沒法向正下方開火。

### 第7使徒
《新劇場版：破》中登場，以細長肢體在水面上行走，且成饮水鸟造型的原創使徒，可自由延伸肢體對敵人發動攻擊。持有一偽裝核心，在偽裝核心被消滅之後，真正的核心才會出現。
在日本近海出現，以不明攻擊方式一擊全滅十艘戰艦，並利用肢體對自運輸機直接空投的2號機進行攻勢。2號機用「超電磁連弩」一擊破壞了其僞裝核心，它先露出被擊敗而崩潰的狀態並迅速重組，旋即發動天羅地網般的延伸肢體攻擊。然而，其所有攻擊被2號機在空中靈活避開，最後被其一脚踢破核心而亡，成爲新劇場版中被最速消滅的使徒。
原本第7使徒將使用電視版第八集中出場的第六使徒Gaghiel，但第八集的原畫因不明原因遺失，因此便改成重新設計成現在的外型。

### 第8使徒
本體與TV版的第十使徒‧Sahaquiel為類似設計，但外表經過些許改變。在大氣層上的狀態因為AT力場過強而扭曲光線、呈現出一個白色眼睛群遊走於其上的黑色球體（此設計與TV版的第十二使徒‧Leliel為相似設計），在落下的時候外層AT力場解除，出現彩虹狀的顏色，接著才展開呈現出原本的造型。該使徒的特徵仍然是不可名狀的詭異外表和超越一切使徒的超巨大體型。
在太空軌道上被發現，向著第3新東京市下墜。其體型太過龐大，如此質量之物僅憑單純的撞擊地表就可以把整個第3新東京市連帶地下都市全部蒸發，並使在最深處的最終教條都直接暴露在外，所有人都認爲如此之敵不可對抗而準備撤離。在使徒影響了大氣層電波而聯絡不上碇源堂司令的情況下,美里接管了指揮權並制定了由三架EVA以AT力場暫時頂住使徒的下落，並在落下前將它擊殺的計畫（超級電腦計算出失敗率高於99%）。在計劃過程中，使徒之下降路線偏移，總部修正墜落點后初號機以超音速狂奔到該地並全開AT力場，在山頂上獨自承接住使徒，產生的衝擊波將整個山頭的地皮全部掀起。在接下的同時，使徒中央的眼珠部位出現類人形的使徒本體並伸手和初號機十指相扣，旋即化爲長槍狀貫穿其雙臂，使駕駛員碇真嗣痛不可當。就在此時零號機和2號機同時趕到，2號機直取核心，一刀劈開使徒的AT力場卻因其核心不斷高速旋轉而無法瞄準並下刀。此時，EVA們脫離臍帶電源后的剩餘電量開始告急，使徒巨大翼翅上的歡呼狀人形也全部立起，一個個露出赤紅色的眼球。隨著使徒向下猛然突進，苦苦支撐的初號機鮮血狂噴，瀕臨崩潰邊緣。千鈞一髮之際，零號機伸手突破使徒的AT力場，以雙手被重創的代價截停它高速旋轉的核心，2號機於是可以命中其核心，在電源耗盡前的最後一刻將其擊碎。使徒死亡後崩潰而噴湧出的血液在第3新東京市中造成海嘯，並將其淹沒。初號機、零號機和2號機在此戰役中分別受到68.4%、38.6%及2.07%的損毀，除了2號機的另外兩台EVA都進入了綿長的修復過程。其中零號機直到第10使徒來臨都未修復完成，雖説有各國條約的牽制因素在内，但也足見第8使徒的威力。

### 第9使徒
與TV版的第十三使徒‧Bardiel一樣是侵蝕型，在3號機運輸途中經過烏雲的時候侵蝕並寄生3號機,不同的是被困在3號機内的駕駛員從鈴原冬二變成了明日香。在明日香在試驗中和3號機進行連結后發難，奪取了控制權並扣留了明日香，並使試驗場發生劇烈爆炸，在現場的葛城美里和赤木律子都因此受傷。擁有使被寄生的EVA變異的能力，例如伸長手臂和長出額外雙臂。
在碇真嗣駕駛初號機迎戰被寄生的3號機前，NERV曾對它發出過行動强制停止和緊急彈出插入栓的訊號卻都宣告失敗，加上血樣分析結果為藍色，被正式識別爲第9使徒。在迎戰使徒時，真嗣對總部將3號機識別為使徒感到懷疑，更因爲知道第9使徒内有明日香而戰意索然。使徒隨即用3號機背後長出的雙手掐住厭戰的初號機的脖子，另外兩隻手摁住它的雙手，將它制服在地上並開始對它的侵蝕。然而，真嗣寧死也不願意殺人，所以拒絕反擊明日香所在的第9使徒。勸説無果下總司令碇源堂決定讓裝載在初號機之插入栓内部的“傀儡系統”全權接管其控制權，並下達攻擊指令。初號機嘴一咧並開始反抗，使勁脫離第9使徒的控制後伸手掐斷了其脖頸，使它渾身癱軟，更暴虐地將其肢解。爾後，一口咬碎明日香所在、成為了使徒核心的插入栓。儘管天空出現彩虹，但缺席的十字型爆炸暗示使徒并未被徹底消滅。
《新世紀福音戰士劇場版：終》中揭露第9使徒的一部分其實寄生在明日香體內，並被小型封印柱封印於左眼中（所以明日香才一直戴著眼罩）。在南極的最終一戰中，明日香爲了在第四次衝擊的必要道具“神之EVA”第13號機蘇醒前破壞它而從眼球抽出封印柱，解放了第9使徒的力量，使自身使徒化並徒手撕開自己乘坐的2號機因害怕第13號機而形成的AT力場。然而在攻擊前的一瞬間被恰好蘇醒的第13號機秒殺，更被它劫走作爲實現第四次衝擊的道具。

### 第10使徒
與TV版的第十四使徒‧Zeruel設計相近，原本摺疊於身體兩側如絲帶般的手臂被改成如襁褓般包裹軀體，在戰鬥時就會展開展現浮空章魚般的姿態。在TV版已經是非常强力的存在，在新劇場版中更為強化，被NERV副司令冬月耕造稱爲最強的拒絕型使徒。其眼部鐳射炮可一擊蒸發地底都市上方全部二十四層特殊裝甲；近身攻擊能僅憑絲帶狀手臂的伸縮衝撞便肢解EVA。同時，它的AT力場厚得非常離譜，足足有數十層之多，以至於可以額外用來進行壓縮撞擊這種特殊攻擊，身體上甚至還有專門保護核心的外殼，可謂無懈可擊。
在使徒快速突破地表防綫后，真希波駕駛2號機在地底都市與其戰鬥，但根本無法撼動其AT力場，節節敗退下只能捨棄人形，發動2號機的底牌“野獸模式”而獲得更强戰力。在發瘋般的2號機的連續擊打下使徒的AT力場開始被一層層打破，於是壓縮絲帶狀手臂並向前激發，僅兩下便致殘2號機。接著，尚未完全修復的零號機扛著搭載威力最强的炸彈“N2爆雷”的巨型導彈加入戰場，徑直衝向使徒進行自殺式襲擊。然而導彈的推進力加上零號機的鑽頭狀AT力場全開，也還是難以突破使徒僅剩的數層AT力場，剩一口氣的2號機索性直接對它張嘴撕咬。成功突破所有防綫後，零號機將導彈塞在使徒核心所在並引爆，但它卻及時合上了核心保護外殼，在烟塵散去之後毫髮無損地重現在被炸得體無完膚的零號機眼前。將半死不活的2號機打飛後，使徒吞噬了零號機並吸收了駕駛員綾波麗，下半身長出類似女性身體的組織。其識別訊號也由使徒轉變為零號機，因此即使它入侵終極教條，NERV本部也無法識別出使徒而採取自爆手段防範第三次衝擊。使徒隨即一炮將NERV總部的金字塔狀建築夷平並從缺口處繼續向下進發，在侵入中央教條時在即將殺死葛城美里等人之時遭到碇真嗣駕駛初號機迎擊。戰鬥中又一炮打斷初號機左臂，但被初號機成功驅出中央教條。真嗣在戰鬥中占上風,卻因電源耗竭而停止活動，并被使徒打倒。然而，真嗣想救出綾波的強烈決心使初號機猛然覺醒（其狀態異於TV版中的暴走），戰力驟增，一道光綫將使徒連帶其AT力場一同切開。在踩碎使徒的頭顱后真嗣伸手在其核心中用强烈意识搜索被吞噬的零号机驾驶员綾波，並將她從核心中拯救出來。隨即，使徒化為漂浮在空中的血海，並重新聚攏變成綾波的外型，最後被初號機的核心吸入，第三次衝擊也由此發動。
第10使徒擁有不遜色於第6使徒的遠程火力，也有誇張之極的近身殺傷力，防護能力也相當之優秀。它是第一個將人類徹底逼入死局的使徒，是摧毀EVA數最多的使徒，也是相當接近終極教條的使徒，因此常被譽爲是綜合實力最强的使徒；它觸碰了真嗣的底線，被覺醒的初號機以超現實力量各種摧殘，加上TV版裡也是被初號機生吞活剝，所以也常被認爲是下場最慘烈的使徒。

### 第11使徒
並無在「新劇場版」系列作品中呈現

### 第12使徒
《新劇場版：序》最後的月面基地上和渚薰一同登場的巨人，模樣與TV版的莉莉絲相同，與其餘使徒的關係目前不明。
《新劇場版；破》中段開始裝備EVA的裝甲，以成為名副其實福音戰士6號機，武器是擬似卡西烏斯之槍。
《新劇場版；Q》裡，被真希波称作最后的使徒。寄宿于中央大直沟底部的Mark.06之上，EVA第13号机拔出其身上的朗基努斯之枪后激活。其后Mark.06被Mark.09斩首，第12使徒释放，外形呈黑色光纤状，光纤斷面部呈红色。在包裹第13号机后发生转化，呈巨型核心状，并继续形变呈婴儿状及莉莉斯笑脸状。随后被第13号机咬碎并吸收。值得注意的是，“破”中，碇与冬月参观月面基地时指出“Mark.06建造方法与其它EVA不尽相同”。

### 第13使徒
真嗣駕駛第13號機拔出了兩把擬似朗基奴斯之槍後，第13號機因此進入神化狀態，渚薰變成了第13使徒。